# 327-й гвардійський мотострілецький полк (СРСР)
327-й гвардійський Севастопольський двічі Червонопрапорний ордена Богдана Хмельницького мотострілецький полк імені Радянсько-Болгарської дружби (327 гв. МСП) — військове формування Сухопутних військ Червоної та Радянської армії. Після Другої світової війни полк дислокувався в Ужгороді. Входив до складу 128-ї гвардійської мотострілецької дивізії.
Під час німецько-радянської війни полк відзначився під час визволення Криму, за що й отримав почесне найменування «Севастопольський».
За героїзм, проявлений в боях, 5 гірських піхотинців вдостоєні звання Героя СРСР, 2 стали повними кавалерами ордена Слави.
Після розпаду Радянського союзу полк перейшов під юрисдикцію України як 327-й механізований полк.

## Історія
Початки бере в 1939 році — сформовано 428-й гірськострілецький полк у складі 83-ї гірськострілецької Туркестанської дивізії 58-го стрілецького корпусу Середньоазійського військового округу, виконував прикордонні функції. З серпня 1941 року — на кордоні з Іраном — напрям Ашхабад — Кучан. Після закінчення завдання в Ірані частина переводиться на радянсько-нацистський фронт та 10 листопада 1942 року у складі 18-ї армії Північно-Кавказького фронту приймає бій поблизу Туапсе.
На початку жовтня 1943 року за героїчність в боях проти нацистських сил при перейменуванні в 327-й гірсько-стрілецький полку присвоюється почесне звання гвардійський.
6 червня 1944 року за участь у боях по вибиттю нацистів із Севастополя полку присвоєно почесне звання «Севастопольський» (наказ ВГК № 136 від 24.05.1944 р.), 31 жовтня — за успішні бойові дії в Карпатах частина нагороджується орденом Богдана Хмельницького ІІ ступеня.
Гвардійське Знамено вручено в серпні 1944 р.
Після закінчення Другої світової війни постійним місцем перебуванням полку стає Ужгород. В післявоєнні роки полкові підрозділи постійно займалися бойовою підготовкою, виїжджали для навчань на Рівненський, Ужгородський, Яворівський полігони, брали участь у спільних навчаннях з силами країн Варшавського договору.
Окрім військових справ, бійці допомагали місцевим жителям при збиранні урожаю, були задіяні в роботах з усунення наслідків повеней, знешкоджували набої, котрі лишилися з часу боїв Другої світової війни.
На момент розпаду СРСР іменувався 327-й гвардійський мотострілецький Севастопольський ордена Богдана Хмельницького полк ім. Радянсько-Болгарської дружби.
Після розпаду Радянського союзу полк перейшов під юрисдикцію України як 327-й механізований полк.
Потім був скорочений й перетворений на 36-й окремий механізований батальйон.